# Чуваков, Никита Емельянович
Никита Емельянович Чуваков (16 марта 1901 года, с. Даровое, Дьяковская волость, Венёвский уезд, Тульская губерния, ныне Венёвский район, Тульская область — 25 декабря 1965 года, Москва) — советский военачальник, генерал-лейтенант (1945). Герой Советского Союза (25.10.1943).

## Начальная биография
Родился 16 марта 1901 года в селе Даровое Дьяковской волости Венёвского уезда Тульской губернии (ныне Венёвский район, Тульская область) в семье рабочего-кожевника.
По окончании земской школы в 1913 году работал шорником в Дорогомиловских шорно-упряжных мастерских, затем на металлическом заводе в Москве.

## Военная служба

### Гражданская война
Во время Октябрьской революции, являясь членом Союза рабочей молодёжи «III Интернационал», принимал участие в боевых действиях против юнкеров в Москве.
В ряды РКП(б) вступил в 1918 году, а в январе следующего года — в ряды Красной Армии.
Окончив 3-и Московские советские пехотные курсы комсостава РККА, воевал с октября 1919 года на Восточном и Западном фронтах в качестве помощника командира роты 5-го Красноуральского полка 2-й Красноуральской стрелковой бригады. Принимал участие в освобождении от войск Колчака городов Кунгур и Пермь.
С июня 1920 года воевал с белополяками в должности командира роты 94-го стрелкового полка 11-й Петроградской стрелковой дивизии. За время боёв на Западном фронте был дважды ранен.
С октября 1920 года обучался на Объединённых высших военных курсах Западного фронта, в марте 1921 года в составе Сводного курсантского полка принимал участие в подавлении Кронштадтского мятежа, был награждён орденом Красного Знамени.

### Межвоенный период
В 1923 году окончил Высшую военно-педагогическую школу в Москве. С августа 1923 года работал преподавателем тактики 11-х Новочеркасских пехотных командных курсов и 12-й Ульяновской Краснознамённой пехотной школы имени В. И. Ленина, где затем стал помощником комиссара.
По окончании Военной академии РККА имени М. В. Фрунзе в июне 1928 года был назначен на должность командира 11-го Алма-Атинского стрелкового полка 4-й Туркестанской дивизии.
С октября 1929 года работал преподавателем школы переподготовки командного состава запаса в Ленинграде. С марта 1931 года работал помощником начальника 1-го отдела штаба Ленинградского военного округа. С декабря 1931 года работал начальником штаба и исполняющим должность командира 85-й стрелковой дивизии, с февраля 1935 года — начальником штаба 56-й стрелковой дивизии, дислоцированной во Пскове.
В феврале 1936 года был назначен на должность начальника 1-го отдела и заместителя начальника штаба Северо-Кавказского военного округа, а в ноябре 1938 года — на должность начальника штаба 6-го стрелкового корпуса. С июня 1940 года работал заместителем начальника штаба Харьковского военного округа, а с августа того же года — начальником Высшей специальной школы Генерального Штаба Красной Армии.
В 1939 году получил воинское звание комбрига, а в 1940 году — генерал-майора.

### Великая Отечественная война
В октябре 1941 года был назначен на должность генерал-адъютанта Главкома Юго-Западного направления Маршала Советского Союза Тимошенко, а 8 января 1942 года — на должность заместителя командующего 12-й армией, оборонявшейся на линии Попасная — Дебальцево. Летом 1942 года неудачное наступление в районе Харькова привело к контрнаступлению войск противника на Воронеж, а затем в тыл войскам Южного фронта. Чтобы избежать окружения, 12-я армия начала отступление к Ростову. На рубеже Дона между станицами Аксайская и Багаевская армия задержала наступление противника, но он форсировал реку у Батайска и у станицы Цимлянская и продолжил наступление на Северный Кавказ, в связи с чем 12-й армии пришлось вновь отступать. В начале августа 1942 года армия вела оборонительные бои за города Кропоткин, Армавир, Майкоп. К 12 августа армия заняла оборону на рубеже станицы Хадыженская, не давая противнику выйти к Чёрному морю.
В августе 1942 года, с выходом приказа НКО № 227, известного под названием «Ни шагу назад», Чуваков выступил против создания заградотрядов в 12-й армии, за что был 14 августа 1942 года осуждён Военным трибуналом Северо-Кавказского фронта. В связи с тяжёлым положением на северокавказском направлении приговор (4 года лишения свободы) был условным с испытательным сроком в 2 года. 
Чуваков был снят с должности заместителя командующего армией и 27 августа 1942 года назначен с понижением на должность командира 236-й стрелковой дивизии (18-я армия), которая с конца сентября вела тяжёлые бои под Туапсе в районе гор Гейман и Гунай против дивизионной группы генерала Ланца. К середине октября дивизия отошла за реку Пшиш к разъезду Гойтх, где организовала новый оборонительный рубеж. С этих позиций 12 января 1943 года дивизия начала наступление вдоль Туапсинского шоссе в направлении посёлка Шаумян, 25 января принимала участие в освобождении станицы Хадыженская, 2 февраля вышла к реке Псекупс, 4 февраля форсировала реку Кубань у селения Шабанохабль, а 12 февраля наряду с другими соединениями принимала участие в освобождении городов Лакшукай и Краснодар. После этого дивизия была включена в состав 16-го стрелкового корпуса. С февраля по март 1943 года дивизия принимала участие в боях за Новороссийск. За умелое командование дивизией в ходе Краснодарской операции генерал-майор Чуваков был награждён орденом Красного Знамени. Тогда же, в феврале 1943 года с генерала Чувакова судимость была досрочно снята решением трибунала фронта. 
В начале апреля 1943 года Чуваков был назначен на должность командира 23-го стрелкового корпуса (47-я армия). В том же месяце из-за сужения фронта на Таманском полуострове 46-я и 47-я армии были выведены в резерв Ставки. 47-я армия была передислоцирована на Степной фронт, создаваемый для отражения возможного прорыва фронта войсками противника на Курской дуге. В июле 1943 года Воронежский фронт выдержал наступление танковых соединений противника, и с 12 июля началось контрнаступление советских войск. В это время ослабленный за время обороны Воронежский фронт был пополнен 47-й армией.
23-й стрелковый корпус под командованием генерал-майора Чувакова вёл наступление во втором эшелоне. Когда 40-я армия вступила в тяжёлые бои в районе Тростянца и Ахтырки, корпус с севера нанёс мощный удар и к 11 сентября освободил город Гадяч. Взятие города позволило советским соединениям продолжить наступление, и к третьей декаде сентября войска во многих местах вышли к Днепру.
23-й стрелковый корпус вышел к Днепру в районе города Канев. Чуваков лично организовывал форсирование реки, и 25 сентября штурмовые подразделения форсировали Днепр, захватив два плацдарма у сёл Селище и Пекари. Находясь на левом берегу реки, Чуваков посылал на плацдармы постоянные подкрепления, и к 29 сентября были переправлены две истребительно-противотанковые и один миномётный полки, а также танковая бригада. В тот же день командный пункт был перенесён на плацдарм, причём Чуваков форсировал реку вплавь из-за повреждённой переправы. В октябре корпус, удерживая плацдарм, позволил переправиться основным силам 47-й армии, а также своими атаками расширил плацдарм.
Указом Президиума Верховного Совета СССР от 25 октября 1943 года за образцовое выполнение боевых заданий командования на фронте борьбы с немецко-фашистскими захватчиками при форсировании Днепра и проявленные при этом мужество и героизм генерал-майору Никите Емельяновичу Чувакову было присвоено звание Героя Советского Союза с вручением ордена Ленина и медали «Золотая Звезда» (№ 2064).
С окончанием битвы за Днепр 23-й стрелковый корпус был передан в состав 38-й армии и принимал участие в боях за Житомир, который 12 ноября корпусом наряду с 1-м гвардейским кавалерийским корпусом был освобождён, после чего корпус участвовал в оборонительных боях с наступающими силами противника. Из-за этого пришлось оставить Житомир, который в ходе Житомирско-Бердичевской операции в декабре 1943 года был вновь освобождён. В этой операции 23-й стрелковый корпус принимал участие в составе 60-й армии. 15 января 1944 года корпус освободил город Славута.
23-й стрелковый корпус в ходе Проскуровско-Черновицкой операции 5 марта 1944 года освободил город Изяслав, 19 марта — Волочиск, а 21 марта — Скалат, подойдя к Тернополю. В ходе наступления корпус отразил несколько мощных контрударов соединений корпуса. За отличие в ходе Проскуровско-Черновицкой операции генерал-майор Чуваков был награждён орденом Кутузова 2-й степени.
В апреле 1944 года генерал-майор Чуваков заболел. В связи с болезнью он был освобождён от командования корпусом и проходил лечение в больнице в Москве.
В июле 1944 года был назначен на должность командира 35-го стрелкового корпуса (3-я армия). Под командованием Чувакова корпус освободил 8 июля Новогрудок, 12 июля — город Мосты, 14 июля — посёлок Россь, 23 июля — город Заблудув, 27 июля — город Белосток и к 31 июля вышел к реке Нарев, которую форсировал 1 августа. В августе корпус освободил польские города и населённые пункты: 13 августа — город Высоко-Мазовецк, а 27 августа — Червин, снова выйдя к реке Нарев, где был создан важный плацдарм. С этого плацдарма 14 января 1945 года было начато наступление советских войск. 35-й стрелковый корпус вёл тяжёлые наступательные бои на подступах к Восточной Пруссии. В начале февраля 1945 года корпус достиг города Эльбинг, где неделю шли кровопролитные бои. Вскоре город был освобождён, и к середине февраля корпус вышел к Балтийскому морю. За умелое руководство корпусом в этих боях генерал-майор Чуваков был награждён орденом Богдана Хмельницкого 1-й степени.
В марте 1945 года 35-й стрелковый корпус принимал участие в боях за Данциг. После боёв на побережье Балтийского моря Чувакову было присвоено воинское звание генерал-лейтенанта, и он был назначен на должность командира 18-го стрелкового корпуса (65-я армия). Командуя корпусом, принимал участие в форсировании Ост-Одера и Вест-Одера, а также во взятии городов Штеттин, Деммин, и к концу апреля 1945 года корпус вышел на берег Балтийского моря восточнее города Росток, где для него закончилась война. За умелое руководство войсками на заключительном этапе Великой Отечественной войны он вновь был представлен к присвоению звания Героя Советского Союза, но был награждён только орденом Красного Знамени.

### Послевоенная карьера

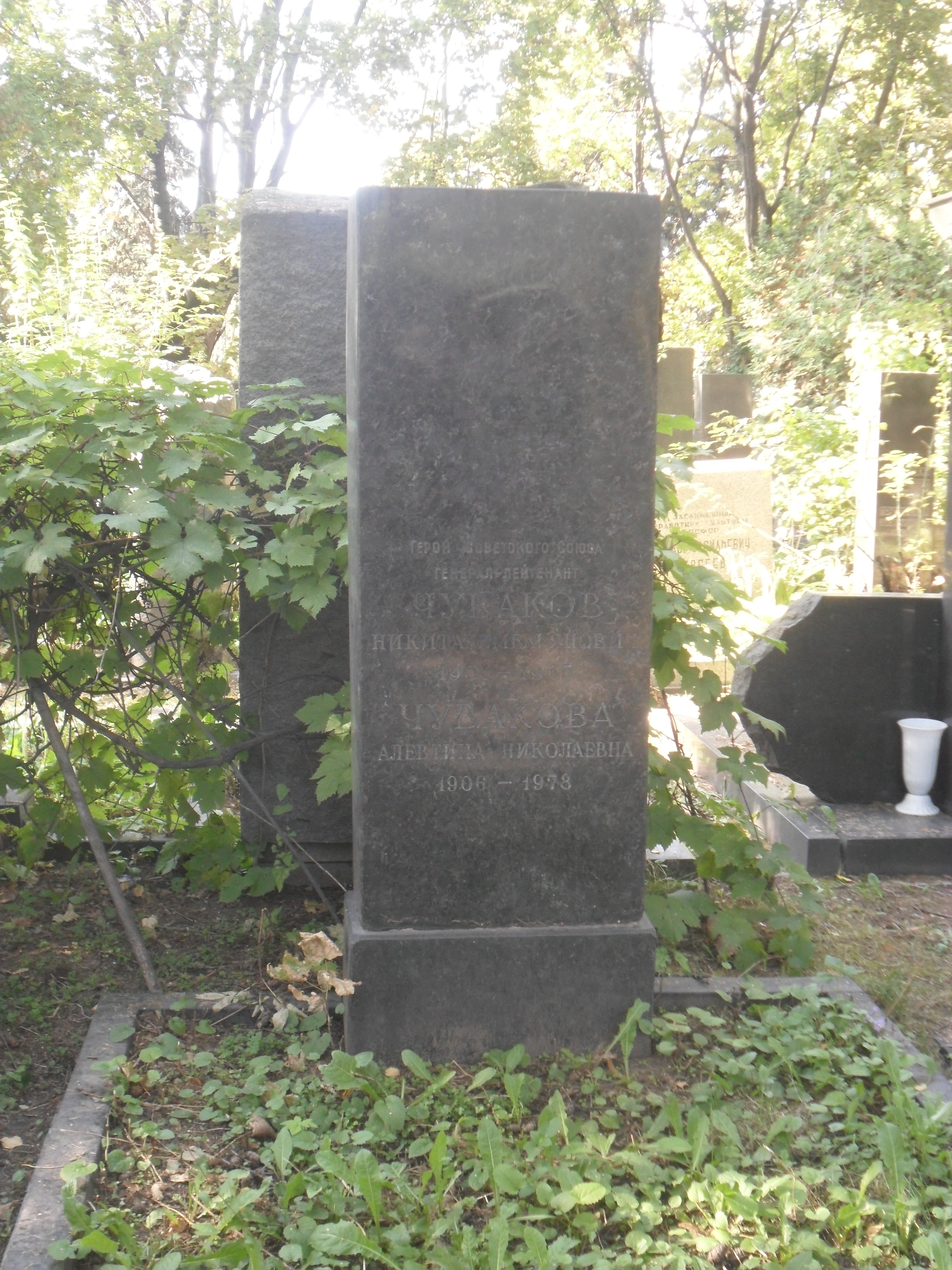
Могила Чувакова на Новодевичьем кладбище Москвы.

До декабря 1945 года продолжал командовать 18-м стрелковым корпусом в Северной группе войск. С февраля 1946 года командовал там же 132-м стрелковым корпусом.
С апреля 1948 года по июнь 1950 года работал на должности начальника Управления боевой и физической подготовки Группы советских оккупационных войск в Германии.
В 1951 году Чуваков окончил Высшие академические курсы при Высшей военной академии имени К. Е. Ворошилова, после чего с июля 1951 года работал в Министерстве обороны СССР на должности начальника Управления всеобщего военного обучения Главного управления боевой и физической подготовки Сухопутных войск, с мая 1953 года — на должности начальника Управления вневойсковой подготовки там же, а с июня 1955 года — на должности начальника Стрелково-тактического комитета Главного управления боевой подготовки Сухопутных войск.
Депутат Верховного Совета Белорусской ССР 2-го созыва (1947—1951).
С июня 1958 года генерал-лейтенант Н. Е. Чуваков — в запасе.
Умер 27 декабря 1965 года в Москве. Похоронен на Новодевичьем кладбище (участок 6).

## Награды
- Герой Советского Союза (25.10.1943)
- два ордена Ленина (25.10.1943; 21.02.1945)
- пять орденов Красного Знамени (1921 [РСФСР]; 04.1943; 03.11.1944; 29.05.1945; 15.11.1950)
- орден Богдана Хмельницкого I степени (10.04.1945);
- орден Кутузова II степени (29.07.1944)
- медали, в том числе:
  - медаль «За оборону Кавказа»
  - медаль «За победу над Германией в Великой Отечественной войне 1941—1945 гг.»
  - медаль «За освобождение Варшавы»
  - юбилейная медаль «XX лет Рабоче-Крестьянской Красной Армии»
- четыре польских ордена и медали.